# 群英水库 (修武)
群英水库是中国河南省焦作市修武县境内的一座水库，位于大沙河上，建于1971年。水库正常库容为1247万立方米，集雨面积为165平方千米，海拔为477米。